# Akman
Akman ist ein türkischer männlicher Vorname und Familienname. Der Name bedeutet „sauberer, weißer, schöner Mensch“ oder „alter Mensch“.

## Namensträger

### Familienname
- Ali Akman (* 2002), türkischer Fußballspieler
- Ayhan Akman (* 1977), türkischer Fußballspieler
- Aykut Zahid Akman (* 1958), türkischer Rundfunkratsvorsitzender
- Efe Akman (* 2006), türkischer Fußballspieler
- Hakan Akman (* 1989), türkischer Fußballspieler
- Hamza Akman (* 2004), türkischer Fußballspieler